# 基佐梅斯

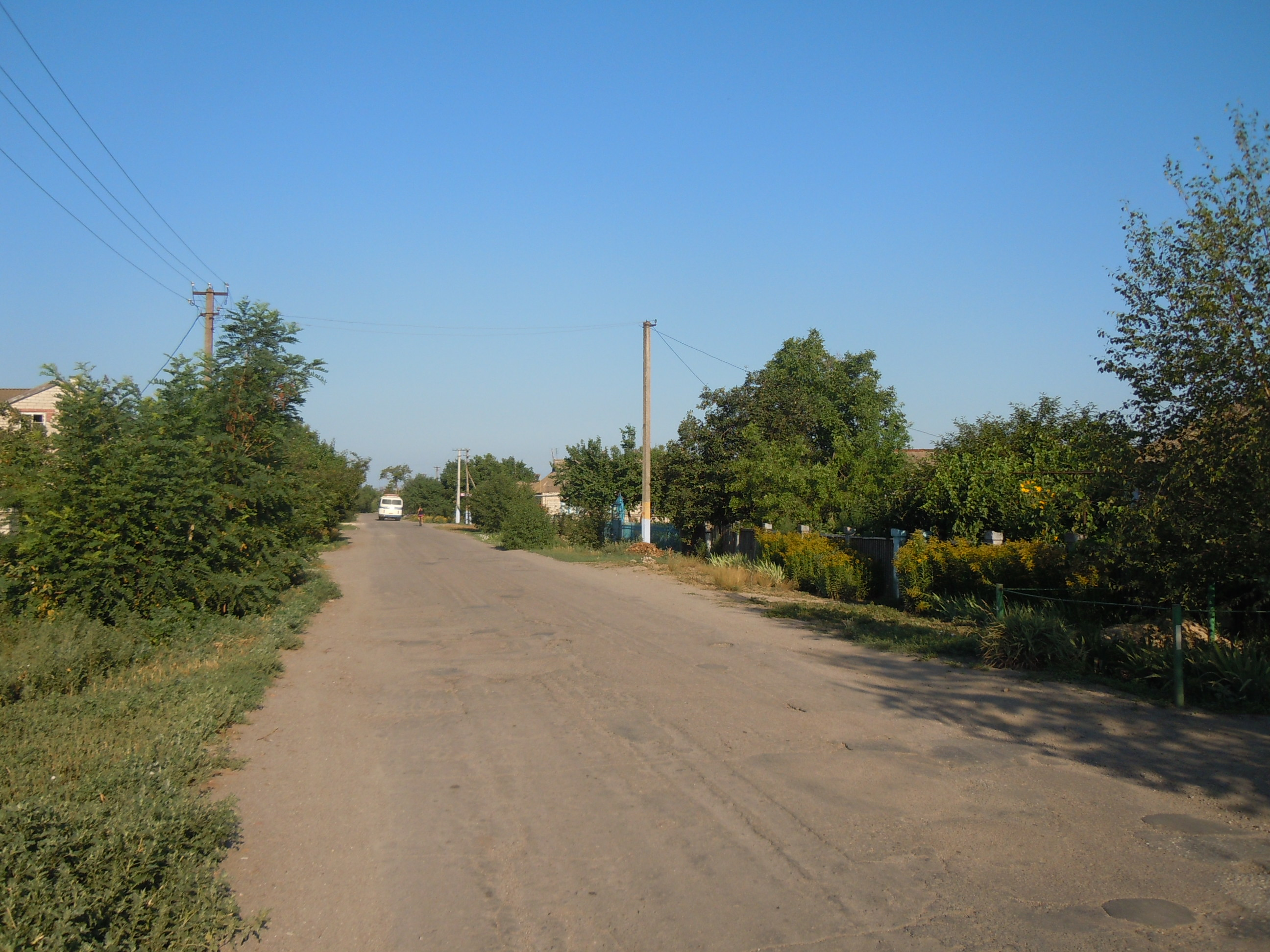

基佐梅斯（羅馬化：Kizomys）是烏克蘭南部赫爾松州赫尔松区比洛泽尔卡市镇內的村莊。該村始建於1754年，面積2.39平方公里，海拔高度9米，2001年人口1,797，人口密度每平方公里751.9人。